# 春之梦 (布格罗)
《春之歌》（法文：Rêve de Printemps；英文：A Dream of Spring）是法国画家威廉·阿道夫·布格罗创作于1901年的一幅油画。现私人收藏。

## 类似作品
- 春之歌
- 芳心初醒